# Női gerelyhajítás a 2015. évi nyári európai ifjúsági olimpiai fesztiválon
A 2015. évi nyári európai ifjúsági olimpiai fesztiválon az atlétikai versenyszámokat Tbilisziben rendezték. A női gerelyhajítás versenyének selejtezőjére július 29.-én került sor, a döntőt pedig augusztus 1.-jén rendezték.

## Rekordok
A versenyt megelőzően a következő rekordok voltak érvényben:
| Ifjúsági világrekord | Juan Xue (Kína)          | 62.93 m |
| EYOF rekord          | Eda Tugsuz (Törökország) | 56.61 m |

## Selejtező
Az összesített eredmények alapján a legjobb eredménnyel rendelkező 12 atléta jutott a döntőbe.
| H  | Csoport | Név                      | Nemzet           | 1     | 2     | 3     | E     | Mj   |
| -- | ------- | ------------------------ | ---------------- | ----- | ----- | ----- | ----- | ---- |
| 1  | A       | Arianne Duarte Morais    | Norvégia         | 45.07 | 49.84 | -     | 49.84 | Q    |
| 2  | A       | Ida Katarina Thunberg    | Svédország       | 48.11 | -     | -     | 48.11 | Q    |
| 3  | A       | Aude Stefanie Scheldeman | Belgium          | 45.20 | 41.51 | 47.64 | 47.64 | Q PB |
| 4  | A       | Carolina Visca           | Olaszország      | x     | 46.98 | -     | 46.98 | Q    |
| 5  | B       | Elina Kinnunen           | Finnország       | 46.16 | -     | -     | 46.16 | Q    |
| 6  | A       | Emma van Arendonk        | Hollandia        | 45.78 | 46.08 | -     | 46.08 | Q    |
| 7  | B       | Weronika Mieczowska      | Lengyelország    | x     | 36.04 | 44.70 | 44.70 | q    |
| 8  | A       | Jona Aigouy              | Franciaország    | x     | 34.49 | 44.65 | 44.65 | q    |
| 9  | B       | Patricia Madl            | Ausztria         | x     | x     | 44.62 | 44.62 | q    |
| 10 | B       | Raluca Adriana Vrabie    | Románia          | x     | 43.50 | 43.36 | 43.50 | q    |
| 11 | A       | Aiva Niedra              | Lettország       | x     | x     | 41.38 | 41.38 | q    |
| 12 | B       | Lina Surgelaitė          | Litvánia         | x     | 40.78 | x     | 40.78 | q    |
| 13 | A       | Ksenija Cerović          | Szerbia          | 40.10 | x     | 36.96 | 40.10 |      |
| 14 | B       | Hanna Kalinouskaya       | Fehéroroszország | x     | 37.76 | 40.09 | 40.09 |      |
| 15 | B       | Catalina Cavcaliuc       | Moldova          | 37.40 | 33.98 | 39.35 | 39.35 |      |
| 16 | A       | Yasmin Giger             | Svájc            | x     | x     | 39.34 | 39.34 |      |
| 17 | B       | Oleksandra Zarytska      | Ukrajna          | x     | x     | 37.70 | 37.70 |      |
| -  | B       | Orla O'Brien             | Írország         | x     | x     | x     |       | NM   |

## Döntő
| H     | Név                      | Nemzet        | 1     | 2     | 3     | 4     | 5     | 6     | E     | Mj  |
| ----- | ------------------------ | ------------- | ----- | ----- | ----- | ----- | ----- | ----- | ----- | --- |
| Arany | Carolina Visca           | Olaszország   | 51.95 | 50.29 | 57.09 | x     | x     | 60.09 | 60.09 | CR  |
| Ezüst | Jona Aigouy              | Franciaország | 54.05 | x     | x     | 46.37 | 46.12 | 54.70 | 54.70 |     |
| Bronz | Arianne Duarte Morais    | Norvégia      | 51.84 | 52.07 | 51.83 | x     | x     | 52.64 | 52.64 |     |
| 4     | Emma van Arendonk        | Hollandia     | x     | 47.26 | 48.12 | x     | x     | x     | 48.12 |     |
| 5     | Raluca Adriana Vrabie    | Románia       | 44.13 | 37.65 | 47.41 | 46.14 | 40.23 | 45.01 | 47.41 | PB  |
| 6     | Aude Stefanie Scheldeman | Belgium       | 40.04 | 43.11 | 47.38 | 45.39 | x     | x     | 47.38 | =PB |
| 7     | Ida Katarina Thunberg    | Svédország    | x     | 46.24 | 42.85 | x     | 44.57 | 47.26 | 47.26 |     |
| 8     | Weronika Mieczowska      | Lengyelország | 43.91 | 46.04 | 46.49 | x     | 44.46 | x     | 46.49 |     |
| 9     | Patricia Madl            | Ausztria      | 45.79 | x     | 43.81 |       |       |       | 45.79 |     |
| 10    | Lina Surgelaitė          | Litvánia      | 36.83 | 42.63 | x     |       |       |       | 42.63 |     |
| 11    | Elina Kinnunen           | Finnország    | 41.25 | x     | 41.68 |       |       |       | 41.68 |     |
| -     | Aiva Niedra              | Lettország    | x     | x     | x     |       |       |       |       | NM  |